# Calcio ai Giochi della XXVIII Olimpiade - Qualificazioni al torneo maschile
Le qualificazioni al torneo di calcio alla XXVIII Olimpiade furono disputate da 174 squadre (48 europee, 10 sudamericane, 27 nord e centroamericane, 43 africane, 36 asiatiche e 10 oceaniche).
La Grecia era qualificata automaticamente al torneo in quanto nazione ospitante. Ad essa, si sarebbero aggiunte 3 squadre dall'Europa, 2 dal Sud America, 2 dal Nord/Centro America, 4 dall'Africa, 3 dall'Asia e 1 dall'Oceania.

## Squadre qualificate
- Argentina
- Australia
- Corea del Sud
- Costa Rica
- Ghana
- Giappone
- Grecia
- Iraq

- Italia
- Mali
- Marocco
- Messico
- Paraguay
- Portogallo
- Serbia e Montenegro
- Tunisia